# Tadeusz Dionizy Łukaszuk
Tadeusz Dionizy Łukaszuk OSPPE (ur. 3 lutego 1934 w Rakowiskach k. Białej Podlaskiej, zm. 5 września 2014 w Krakowie) – polski duchowny katolicki, paulin, profesor nauk teologicznych.

## Życiorys
W czternastym roku życia podjął naukę w Niższym Seminarium Paulińskim w Krakowie. W 1950 roku odbył nowicjat, a w 1952 roku zdał maturę i rozpoczął studia teologiczne w Prymasowskim Wyższym Seminarium Duchownym w Warszawie (1952-1957). Święcenia kapłańskie otrzymał na Jasnej Górze 29 czerwca 1957 z rąk kard. Stefana Wyszyńskiego, Prymasa Polski. Studiował teologię dogmatyczną, a ściślej mariologię w KUL a następnie przez siedem lat pracował duszpastersko.
Od początku lat siedemdziesiątych był wykładowcą teologii dogmatycznej w Papieskiej Akademii Teologicznej w Krakowie oraz w Wyższym Seminarium Duchownym Zakonu Paulinów na Skałce. Od 1975 roku wykładowca sekcji Eklezjologiczno-Mariologicznej w Częstochowie. Wykładał tam m.in. historię świętego obrazu, teologię ikony, rozwój świadomości chrystologicznej Kościoła: sobory i teologowie. W 1968 roku rozpoczął studia doktoranckie w Akademii Teologii Katolickiej w Warszawie, by po czterech latach uzyskać stopień naukowy doktora nauk teologicznych na podstawie napisanej pod kierunkiem ks. prof. Ignacego Różyckiego rozprawy doktorskiej pt. Związek dogmatu grzechu pierworodnego z monogenizmem w teologii katolickiej ostatniej doby. W 1989 uzyskał stopień naukowy doktora habilitowanego na podstawie dorobku naukowego i rozprawy pt. Istnienie Szatana i demonów jako problem w katolickiej teologii posoborowej. Po opublikowaniu książki Obraz Święty – Ikona w życiu, w wierze i w teologii Kościoła otrzymał tytuł naukowy profesora nauk teologicznych.
Zmarł w 80. roku życia, 57. roku kapłaństwa oraz 63. życia zakonnego. 